# Ијан Макгикан
Сер Ијан Роберт Макгикан (енгл. Sir Ian Robert McGeechan; 30. октобар 1946) бивши је шкотски рагбиста, а садашњи рагби тренер. Родио се у Лидсу у фудбалској фамилији, али се определио за рагби. Играо је за репрезентацију Шкотске и за британске и ирске лавове. Као рагби тренер почео је да ради 1988, и то као помоћни тренер у стручном штабу репрезентације Шкотске. 1990, постао је главни тренер Шкотске и предводио је ову репрезентацију до гренд слема у купу шест нација исте године. Радио је још као директор рагбија у Глостеру, Бату и Нортхемптону. Био је главни или помоћни тренер британских и ирских лавова на чак 5 турнеја, па се убраја у највеће легенде овог елитног тима. По струци је професор географије, а 2010, је добио племићку титулу Сер.